# Daşkəsən
Daşkəsən – miasto w Azerbejdżanie, w Małym Kaukazie. Ośrodek administracyjny rejonu Daşkəsən.
Liczba mieszkańców w 2003 roku wynosiła ok. 20 000. W mieście znajduje się ośrodek wydobycia i wzbogacania rud żelaza.